# 圣拉克唐桑
圣拉克唐桑（法語：Saint-Lactencin，法語發音：[sɛ̃ laktɑ̃sɛ̃]）是法国安德尔省的一个市镇，位于该省中部略偏北，属于沙托鲁区。

## 地理
圣拉克唐桑（46°53'53"N, 1°29'35"E）面积32.2 平方千米，位于法国中央-卢瓦尔河谷大区安德尔省，该省份为法国中部省份，北起卢瓦-谢尔省，西北接安德尔-卢瓦尔省，西南接维埃纳省，南至克勒兹省和上维埃纳省，东临谢尔省。
与圣拉克唐桑接壤的市镇（或旧市镇、城区）包括：阿尔日、比藏赛、舍泽勒、弗朗西永、安德尔河畔维勒迪约、维勒贡日。

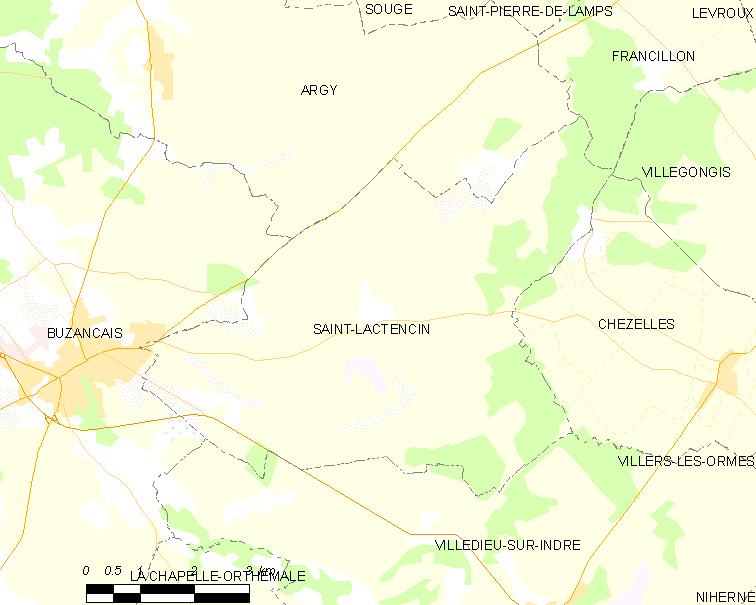
圣拉克唐桑的OSM定位图

圣拉克唐桑的时区为UTC+01:00、UTC+02:00（夏令时）。

## 行政
圣拉克唐桑的邮政编码为36500，INSEE市镇编码为36198。

## 政治
圣拉克唐桑所属的省级选区为比藏赛县。

## 人口

1962-2008年间圣拉克唐桑人口变化图示

圣拉克唐桑于2022年1月1日时的人口数量为410人。